# Канатна пилка
Канатна пилка (рос. канатная пила, англ. rope saw, нім. Seilsäge f) –
- 1) Засіб виймання вугілля на малопотужних пластах. Складається з фрез двобічного різання, що мають з кожного боку по 10 зубів, армованих пластинками з твердого сплаву. Фрези (10-12 шт.) з'єднуються між собою відрізками ланцюга завдовжки 0,6…1 м. На кінцях ланцюгової пилки розміщені конічні втулки, за допомогою яких пилку з'єднують з канатом діаметром 18 мм. На вентиляційному штреку канати перекидають через блоки і під'єднують до барабанів лебідки, що надає К.п. зворотно-поступального руху з одночасною подачею її на вибій.

- 2) Засіб виймання нерудних корисних копалин, зокрема мармуру. Розрізняють пересувні та стаціонарні К.п. Продуктивність пересувних К.п. на мармурі — 1-12 м²/год, стаціонарних на мармурі 0,8-4м2/год.